# Leverpostej
Leverpostej er et smørbart pålægsprodukt fremstillet af lever, spæk, krydderier og evt. suppe. Det fremstilles oftest af svinelever, men kalvelever og fuglelever (fra kyllinger, høns, gæs eller ænder) kan også benyttes.
I 1992 blev leverpostej kåret som danskernes foretrukne pålæg ved to undersøgelser.
Leverpostej bruges som pålæg på rugbrød og franskbrød, evt. pyntet med agurk, rødbede, asie, ristede champignoner eller stegt bacon. Det kaldes leverpostejmad og er en af de almindelige madder i skolebørnenes madpakker.

Leverpostej kan også spises lun ved frokostbordet; som regel med bacon og champignon som tilbehør.

## Leverpostej, paté eller terrine
Postej modsvarer den franske paté.
Paté er afledt af det middelalder-franske pasté, i betydningen “en bagt skal”. Oprindeligt betød ordet en bagt dej-skal, som fyldtes med en stuvning af kød, indmad eller fisk. I dag er en brød-skal ikke nødvendig for at betegne en paté som en paté. Definitionen dækker således bredt: en ensartet masse, der tilberedes i en form. En paté serveres enten kold eller varm. En indbagt paté refereres til som en Paté en croûte. Den modsvarer den danske indbagt postej.
En terrine refererer ligeledes til en bagt fars af fisk, kød, indmad, grøntsager, svampe etc. En terrine tilberedes i en terrin af lertøj eller porcelæn - deraf navnet. En terrine kan dog inkludere hele stykker af f.eks. æg og større stykker kød. En terrine serveres kold fra terrinen. I praksis bruges de to betegnelserne paté og terrine i flæng.
Postejen kendes fra andre kulturer i forskellige former. Således kendes den i Storbritannien som en pie - en indbagt postej. I Tyskland kendes den som Leberwurst, en postej stoppet i tarme og varmrøget.

## Leverpostejens historie
Forløbere for vor tids leverpostej fandtes allerede i Middelalderen. Den tids postejer bestod af kød og spæk indbagt i dej og lavedes formentlig også med lever. De var ikke smørbare og på ingen måde hvermandskost. Gåseleverpostejen, der laves af lever fra stopfodrede gæs og forbindes med Strasbourg i Frankrig, blev importeret og solgt første gang i Danmark i 1833 – både i den smørbare form (en terrine) og en croûte – til en pris, som kun en lille overklasse kunne betale. I 1847 fik franskmanden François Louis Beauvais, far til Jean D. Beauvais, tilladelse til at sælge svinekød tilberedt på fransk måde fra sin butik i Østergade i København. Han fremstillede svineleverpostej, som han med stor succes solgte til det københavnske borgerskab. Det vides ikke, om hans leverpostej var indbagt i dej eller ej, men prisen var høj.
Efter 1847 kunne man købe leverpostej hos mange høkere i København, og prisen faldt i takt med, at baconeksporten til England steg, en eksport som efterlod større og større mængder svinelever på det danske marked. Fra omkring år 1900 gik produktionen fra høker- og viktualieforretningerne til egentlige leverpostejfabrikker. I årene op til Første Verdenskrig var den smørbare leverpostej for alvor blevet en vigtig del af arbejderfamiliernes kost.
Under Anden Verdenskrig var antallet af svineslagtninger lavt, og producenterne prøvede at erstatte lever med forskellige surrogater – grænsende til svindel. Staten reagerede ved at tvinge en standardisering af leverpostej (standardleverpostej eller folkeleverpostej) ved at kræve mindst 20% lever, mindst 25% spæk, max 10% svær, max 10% mel og max 25% væske, og der blev samtidigt fastsat en maksimal salgspris på 3,40 kr./kg. Det var et kompromis tilpasset mangelsituationen
Fra 1960'erne købte man leverpostej bagt i aluminiumsbakker i de nye supermarkeder..

## Fodnoter
1. ↑  Undersøgelser i Tænk og Råd og Resultater – se Petersen 1997 s. 119
2. ↑  Ernærings-guru til madpakkeforældre: Pas nu på den leverpostej - DR Nyheder d. 12. aug. 2012 kl. 09.06
Citat: "Rugbrød med leverpostej og kødpålæg er nemlig topscorerne blandt kødpålæg i børnenes madpakker. Det viser en undersøgelse fra FDB.
 Flere end 9 ud af 10 elever får stadig madpakker med i skole, selv om der på flere skoler er indført madpakkeordninger - og der er meget, som stadig hænger ved. Det viser en undersøgelse fra FDB."
3. ↑  Lun leverpostej opskrift med bacon og champignon - se her - Coop opskrifter
4. 1 2  Pedersen, Carl Th. (2010). Gastronomisk Leksikon. København: Det Danske Gastronomiske Akademi. ISBN 978-87-17-04043-4.
5. 1 2  Michelin Guide Digital-Hong Kong Macau (22. maj 2018). "Demystifying French Soft Charcuterie". Michelin Guide. Hentet 21. juni 2023.{{cite web}}:  CS1-vedligeholdelse: url-status (link)
6. ↑  Fakstorp & Boyhus 1998 opslag leverpostej, leverpølse, paté
7. ↑  Petersen 1997 s. 12
8. ↑  Petersen 1997 s. 17
9. ↑  François Louis Beauvais – ikke at forveksle med Jean D. Beauvais, der grundlagde den endnu eksisterende fødevarevirksomhed Beauvais
10. ↑  Petersen 1997 s. 21-23
11. ↑  Petersen 1997 s. 89-90
12. ↑  Petersen 1997 s. 127